# Мерително свидетелство
За корабното свидетелство издадено по разпоредбите на  Международната конвенция за тонажно измерване на корабите от 1969 г. (на английски: Tonnage Certificate) вижте Международно свидетелство за тонаж (1969).
Мерително свидетелство –  съгласно българските разпоредби този термин означава корабен документ удостоверяващ тонажа на малки кораби (до 24 м) и други, които или не извършват международни рейсове, или не попадат в разпоредбите на Международната конвенцията за тонажа.
Издава се и на кораби плаващи по вътрешните водни пътища на България.